# Беллетти, Джованни
Джованни Баттиста Беллетти (итал. Giovanni Battista Belletti; 17 февраля 1813, Сардзана — 27 декабря 1890, Сардзана) — итальянский оперный певец (баритон).
Наиболее известен своим многолетним сотрудничеством с певицей Дженни Линд, которое началось в Стокгольме в 1839 году, где Беллетти исполнил партию Фигаро в «Севильском цирюльнике» Джоаккино Россини. Благодаря Линд Беллетти был в 1848 году приглашён в лондонский Театр Её Величества, где дебютировал в заглавной партии в «Эрнани» Джузеппе Верди. Вместе с Линд Беллетти гастролировал по Великобритании, а в 1850—1852 гг. сопровождал её в ходе американских гастролей.
Тем не менее, прижизненный успех Беллетти далеко не всегда был связан с Линд. Так, весной 1848 года британская пресса восторженно оценивала его заглавную партию в опере Верди «Аттила», где его партнёршей была София Крувелли. В промежутке между ангажементом в шведской Королевской опере (продлившимся до 1844 года) и приглашением в Лондон Беллетти успешно выступал во Флоренции — в частности, как Родольфо в «Сомнамбуле» Винченцо Беллини (с Генриеттой Ниссен).
Оставил сцену в 1862 году.